# 網干善教
網干 善教（あぼし よしのり、1927年9月29日 - 2006年7月29日）は、日本の考古学者、関西大学名誉教授。専門は考古学、古代史、仏教史。明日香村名誉村民。

## 経歴
出生から修学期
1927年、奈良県高市郡飛鳥村（現・明日香村）で生まれた。3歳のとき、父の網干順三が唯称寺の住職・順誠となり、一家で移り住んだ。唯称寺は石舞台古墳のすぐ下にある浄土宗の寺で、1933年から始まった第一次石舞台発掘調査に身近に接して考古学に関心を持つようになった。
旧制畝傍中学校（現・奈良県立畝傍高等学校）時代より、京都帝国大学考古学研究員であった末永雅雄（橿原考古学研究所初代所長、関西大学名誉教授、文化功労者、文化勲章受章者）が陣頭指揮を執る石舞台古墳の発掘調査に参加。ますます考古学に傾倒するようになり、橿原考古学研究所に通い、末永の薫陶を受けた。
中学校を卒業後、佛教専門学校（現・佛教大学）に入学。その後、末永博士が教えていた龍谷大学文学部史学科へ進学。以降、末永博士の講義を学部、大学院、その後と17年間聴き続けた。龍谷大学大学院文学研究科修了。
考古学者として
修了後は、関西大学助教授に就いた。奈良県立橿原研究所所員であった1972年、高松塚古墳発掘中に彩色壁画を発見。日本中に考古学ブームをもたらした。その後、末永雅雄の後任として関西大学文学部教授に昇格。1979年、学位論文『終末期古墳の研究』を関西大学に提出して文学博士号を取得。在任中には、同大学博物館長も務めた。関西大学を退任後、名誉教授となった。その後は佛教大学講師などとして教鞭をとった。
2006年に死去。死去と同時に、従五位に叙された。

## 受賞・栄典
- 2006年：死去と同時に従五位に叙された。
- 瑞宝中綬章

## 研究内容・業績
末永雅雄門下で、森浩一、伊達宗秦と共に三羽烏と呼ばれた。考古学における実証主義を何よりも重んじ、門下、現在の考古学調査の最前線で活動する研究者、調査者を多く養成、輩出した。
高松塚古墳の保護に関して
文化庁主導による高松塚古墳の石室解体保存に関しては、文化庁による管理体制の不備、官僚的な事後対策を糾弾し、考古学者の立場から「遺構を人為的に動かすことは、遺跡の破壊行為である」と一貫して反対の姿勢を貫いた。
インド・仏教遺跡の調査
日本国内での考古学調査はもとより、自身が僧籍にあったことから、インド共和国において、インド考古局（Archaeological Survey of India)との共同調査を実施、ウッタル＝プラデシュ州所在の仏教遺跡、日本では祇園精舎の名で知られる、ジェータバナ ビハル(Jetavana Anathapindadasya)正式名称は祗樹給孤独園精舎（ぎじゅぎっこどくおんしょうじゃ）(サヘート)、および、近傍の都市遺跡、舎衛城、シュラーヴァスティー(マヘート)での発掘活動など、仏教考古学、北インドの考古学研究にも多大な功績を残した。

## 家族・親族
- 父：網干順三は梶井基次郎と同年生まれの異母弟で、安田運搬所（安田財閥系の軍事運送会社）勤務の祖父宗次郎と網干出身の芸者磯村ふくの子[3][4][5]。順三は梶井家とともに育ち、株屋の奉公、宗次郎が開いた玉突き屋の店主、乾物屋の経営を手掛けたがいずれも長続きせず、23歳の1924年（大正13年）9月、奈良県磯城郡桜井町（現・桜井市）の浄土宗大願寺の徒弟となり、その後宇陀に住むマサヱと結婚し[6]、1927年（昭和2年）9月29日に長男の善教が生まれた[7]。
- 母：網干マサヱ

## 主要著作

### 単著
- 『高松塚論批判』創元社 1974
- 『飛鳥の遺蹟』駸々堂出版 1978
- 『日本にきた韓国文化』（学生社 1982
- 『飛鳥の発掘』大阪書籍、1985
- 『飛鳥発掘：成果と展望』駸々堂出版 1988
- 『飛鳥の風土と歴史：あすかとともに』関西大学出版部 1996
- 『アジア史紀行：一考古学徒の遊学記』関西大学出版部 1996
- 『古墳と古代史』学生社 1996
- 『日本古代史稿』関西大学出版部 1998
- 『高松塚古墳の研究』同朋舎 1999
- 『仏教考古学研究』同朋舎 2000
- 『古都・飛鳥の発掘』学生社、2003
- 『終末期古墳の研究』同朋舎メディアプラン 2003
- 『壁画古墳の研究』学生社 2006
- 『大和の古代寺院跡をめぐる』学生社 2006
- 『高松塚への道』草思社 2007

### 共編著
- 『講座 飛鳥を考える』横田健一共著、創元社 1976
- 『庭田貝塚』南濃町教育委員会 1979
- 『謎の大寺：飛鳥川原寺』NHK取材班共著、日本放送出版協会 1982
- 『世界の考古学』関西大学出版部 2000
- 『改訂版 博物館学概説』高橋隆博共著、関西大学出版部 2001
- 『古代葛城とヤマト政権』河上邦彦・福永伸哉・石野博信・田中晋作・和田萃共著、学生社 2003

### 監修
- 『奈良まほろばソムリエ検定公式テキストブック：奈良大和路の歴史と文化』改訂版、山と渓谷社 2007

### 論文・報文
- 網干善教「高床式建築再考」『史迹と美術』第34巻第1号、史迹美術同攷会、1964年1月、17-20頁、ISSN 03869393、NAID 40001536205。
- 網干善教「佛敎古學とその課題」『佛教大學研究紀要』第47号、佛教大學學會、1965年3月、131-152頁、ISSN 0525-0277、NAID 120005747311。
- 網干善教「深草遺跡出土木製鍬の一例について」『竜谷史壇』第55号、龍谷大学、1965年10月、ISSN 03869210、NAID 110009916040。
- 網干善教「上代寺院における伽藍配置について」『竜谷史壇』第56号、龍谷大学、1966年12月、291-301頁、ISSN 03869210、NAID 110009917953。
- 網干善教「欽明天皇檜隈坂合陵をめぐる二,三の問題」『史泉』第35号、関西大学史学・地理学会、1967年12月、55-69頁、ISSN 03869407、NAID 40001538933。
- 網干善教「東南アジア全域の研究課題 高松塚古墳を発掘調査して」『科学朝日』第32巻第6号、朝日新聞社、1972年6月、60-64頁、ISSN 03684741、NAID 40017547289。
- 網干善教, 伊達宗泰「高松塚古墳の発掘調査 (高松塚壁画古墳特集)」『仏教芸術』第87号、毎日新聞社、1972年8月、13-19頁、ISSN 00042889、NAID 40003338384。
- 網干善教「韓国の壁画古墳」『仏教芸術』第89号、毎日新聞社、1972年12月、3-15,図巻頭12p、ISSN 00042889、NAID 40003338411。
- 網干善教「高松塚古墳壁画撮記」『佛教大学学報』第24号、佛教大学、1974年10月、25-27頁、ISSN 0388-4694、NAID 120006601617。
- 網干善教「高松塚古墳の壁画論をめぐって（一）」『鷹陵史学』第2号、鷹陵史学会、1976年9月、1-29頁、ISSN 0386-331X、NAID 110009556118。
- 網干善教「高松塚古墳壁画論 ： その二」『鷹陵史学』第3号、鷹陵史学会、1977年7月、371-394頁、ISSN 0386-331X、NAID 110009556141。
- 網干善教「日本上代の火葬に関する二,三の問題」『史泉』第53号、関西大学史学・地理学会、1979年2月、p1-20、ISSN 03869407、NAID 40001538952。
- 網干善教「瓦経の復原とその考察」『鷹陵史学』第6号、鷹陵史学会、1979年12月、7-34頁、ISSN 0386-331X、NAID 110009556158。
- 網干善教「阿波国出土瓦經片の積聚 : 散在する資料の集録と復原」『関西大学博物館紀要』第1号、関西大学博物館、1995年3月、1-15頁、ISSN 1341-4895、NAID 120006552408。
- 網干善教「十二支の展開と獣頭人身像」『関西大学博物館紀要』第9号、関西大学博物館、2003年3月、1-33頁、ISSN 1341-4895、NAID 110001136995。
- 網干善教「東アジアにおける壁画古墳の系譜についての試考」『関西大学博物館紀要』第10号、関西大学博物館、2004年3月、1-12頁、ISSN 1341-4895、NAID 110004692164。
- 網干善教「キトラ古墳壁画十二支像の持物について」『関西大学博物館紀要』第11号、関西大学博物館、2005年3月、1-15頁、ISSN 1341-4895、NAID 110004715662。

### 記念論集
- 『網干善教先生華甲記念考古学論集』同記念会 1988
- 『網干善教先生古稀記念考古学論集』同記念会 1998